# Roland Lamah
Roland Lamah, född den 31 december 1987, är en belgisk före detta fotbollsspelare. Hans spelade bland annat i Osasuna och Swansea City. Hans position var främst yttermittfältare/anfallare. 
Lamah föddes i Elfenbenskusten av ett par ifrån Guinea. Han har spelat för Belgiens U19-, U21-, U23- och A-landslag. Debuten i A-landslaget gjordes under 2009.

## Karriär
I mars 2021 värvades Lamah av amerikanska USL Championship-klubben Memphis 901. Efter säsongen 2021 avslutade han sin fotbollskarriär.